# Bayerischer Maximiliansorden für Wissenschaft und Kunst

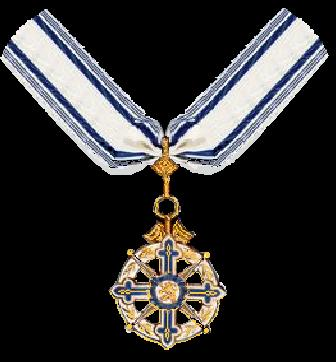
Maximiliansorden (seit 1980)

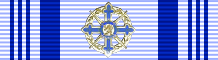
Bandschnalle (seit 1980)

Der Bayerische Maximiliansorden für Wissenschaft und Kunst, das Pendant zum 1842 begründeten preußischen Orden Pour le Mérite für Wissenschaften und Künste, ist heute vor dem Bayerischen Verdienstorden die höchste Auszeichnung des Freistaats Bayern.

## Geschichte
Der Maximiliansorden für Wissenschaft und Kunst wurde am 28. November 1853 auf Anregung von Wilhelm von Dönniges und Leopold von Ranke durch König Maximilian II. von Bayern gestiftet. Die Stiftung erfolgte am Geburtstag des Herrschers, „um hervorragenden Leistungen im Gebiete der Wissenschaft und Kunst eine besondere Auszeichnung zu gewähren“.
Er wurde nach der Revolution 1918 auch vom Freistaat Bayern verliehen, wobei bis 1932 der Orden insgesamt 351 Mal verliehen worden ist. Zwischen 1932 und 1979 gab es keine Verleihungen. 1980 wurde die hohe Auszeichnung durch den damaligen Ministerpräsidenten Franz Josef Strauß, angeregt durch den damaligen Kultusminister Hans Maier, wieder eingeführt und 1981 erstmals wieder verliehen.
Nach der Verleihung 2018 betrug die Zahl der lebenden Ordensträger 95 Persönlichkeiten. Bis einschließlich 2018 gab es 573 Verleihungen. Am 10. November 2021 wurden weitere zehn Persönlichkeiten mit dem Bayerischen Maximiliansorden für Wissenschaft und Kunst ausgezeichnet.
Der Bayerische Maximiliansorden wird seit seiner Begründung nicht nur als sichtbare Auszeichnung, sondern auch als Ordensgemeinschaft verstanden, in der sich die wissenschaftlichen und künstlerischen Mitglieder zum Gedankenaustausch treffen. Solche Begegnungen, verbunden mit Vorträgen und Diskussionen, finden jährlich statt.

## Legaldefinitionen
Definitionen im Sinne des Gesetzes über den Bayerischen Maximiliansorden für Wissenschaft und Kunst sind:
- Ordensgemeinschaft: Ist die Gesamtheit aller Träger des Ordens, die sich auf Einladung des Ministerpräsidenten zu einer Festsitzung versammeln
- Ordensbeirat: Ist der Personenkreis, der über die Verleihung des Ordens berät und der seinen Beschluss dem Ministerpräsidenten zur endgültigen Entscheidung übermittelt.

## Verleihungskriterien
Der Maximiliansorden soll vorzugsweise an deutsche Wissenschaftler und Künstler verliehen werden, ist also nicht auf die Bürger des Freistaates Bayern beschränkt. Seine Stiftung erfolgte einstufig in zwei Abteilungen für Kunst und Wissenschaft, wobei es eine Herren- und Damenausführung gibt. Die Zahl der Ordensinhaber ist auf 100 lebende Inhaber beschränkt, wobei die Zahl bei Verringerung durch Tod oder sonstige Gründe (z. B. Aberkennung) entsprechend ergänzt werden kann.

## Aussehen, Beschaffenheit und Trageweise
Der Entwurf für das ursprüngliche Ordenskreuz stammt von Wilhelm von Kaulbach. Für die Gestaltung des Maximiliansordens lagen dem König und der Stiftungskommission 1853 zwei Entwürfe von Leo von Klenze und Kaulbach vor. Obwohl die Kommission unter der Leitung von Justus von Liebig einstimmig für den Klenzeschen Vorschlag stimmte, ließ der König den Entwurf Kaulbachs übernehmen. Es handelte sich um ein dunkelblau emailliertes gotisches Kreuz mit weißem Rand und vier goldenen Strahlen in den Winkeln. Das Kreuz war umgeben von einem goldenen Kranz aus Lorbeer und Eichenlaub. In der Mitte lag ein gekrönter Schild, auf dessen Vorderseite das Porträt des Stifters zu sehen ist. Die Umschrift lautete „Gestiftet v. Max II Koenig v. Bayern“. Auf der Rückseite war entweder eine Eule (für Wissenschaftler) oder Pegasus (für Künstler) zu sehen, beide Male mit der Umschrift „Für Wissenschaft und Kunst“. Der Orden wurde um den Hals getragen, an einem dunkelblauen Band mit weißer Randfassung.
Das heutige Ordenszeichen besteht in Anlehnung an den ursprünglichen Entwurf ebenfalls aus einem blau emaillierten gotischen Kreuz mit weißem Rande und vier Strahlen in den Winkeln, umgeben von einem weißen goldbordierten Ring. Die Mitte des Kreuzes bildet ein rundes golden bordiertes Medaillon, das zentrisch auf weißem Grund den aufrecht stehenden bayerischen Löwen zeigt, welcher umgeben ist von der ebenfalls goldenen Umschrift: Für Wissenschaft und Kunst. Die Rückseite zeigt das bayerische Rautenwappen. Auf einem Kreuzarm stand des Weiteren – in früheren Exemplaren – das Stiftungsdatum 28. November 1853. Getragen wird der Orden als Halsbandorden an einem weißen Bande mit blauer Randeinfassung, wobei an dessen Stelle auch eine viereckige Miniatur, eine blau-weiß gehaltene Rosette oder eine Fraquette am linken Rockaufschlag getragen werden können.

## Verleihungsbefugnis und Vorschlageberechtigung
Der Maximiliansorden wird in der Regel vom Ministerpräsidenten mit entsprechender Verleihungsurkunde verliehen, wobei die Verleihung im Bayerischen Staatsanzeiger bekannt gemacht wird. Der Orden kann jedoch auch im Auftrag des Ministerpräsidenten durch eine andere Person überreicht werden. Die Urkunde ist mit dem großen Staatssiegel zu versehen. Vorschlagsberechtigt sind der Ministerpräsident, für ihre Geschäftsbereiche die Staatsminister sowie die beiden Abteilungen des Ordens. Diese Vorschläge werden in einer Ordenssitzung von beiden Klassen des Ordens in geheimer Wahl abgestimmt und im Anschluss vom Ordensbeirat geprüft und mit einer Empfehlung dem Ministerpräsidenten zur Entscheidung übersandt.

## Zusammensetzung des Ordensbeirates
Der Ordensbeirat besteht aus:
- dem Präsidenten des Landtages,
- einem Mitglied der Staatsregierung, welches den Ministerpräsidenten vertritt,
- dem Staatsminister für Wissenschaft, Forschung und Kunst,
- dem Präsidenten der Akademie der Wissenschaften,
- dem Präsidenten der Akademie der Schönen Künste sowie
- dem Präsidenten einer bayerischen Kunsthochschule,
- dem Präsidenten einer bayerischen wissenschaftlichen Hochschule und
- einem Vertreter der angewandten Forschung, welcher vom Ministerpräsidenten berufen wird.

Alle Mitglieder werden vom Ministerpräsidenten auf fünf Jahre in den Beirat entsandt, wobei der Beirat seine Beschlüsse mit der Mehrheit der Stimmen der gesetzlichen Mitgliederzahl fällt.

## Ordensstatut (Durchführungsverordnung)
Das Ordensstatut des Bayerischen Maximiliansorden für Wissenschaft und Kunst konkretisiert im Weiteren die Verleihungsmondalitäten sowie die Tätigkeiten des Ordensbeirates. So wird auszugsweise geregelt:

### Vorschlagswesen
Die Vorschläge, welche zur Verleihung des Ordens führen sollen, sind der Staatskanzlei zuzuleiten. Die Vorschläge müssen dabei folgende Angaben enthalten:
1. Vor- und Familiennamen, Geburtstag, Geburtsort, Staatsangehörigkeit, Beruf zum Zeitpunkt des Vorschlags sowie dessen Anschrift und ein kurzer Lebenslauf.
2. Angaben über in- und ausländische Auszeichnungen, Titel und Ehrenstellungen des Vorgeschlagenen und
3. eine ausführliche Begründung des Vorschlags.

Die erarbeiteten Vorschläge der beiden Abteilungen (also Kunst und Wissenschaft) bedürfen der Zustimmung der Mehrheit der anwesenden Ordensinhaber der jeweiligen Abteilung. Im Anschluss an die Abstimmung wird das Ergebnis durch Staatskanzlei sodann mit einer Stellungnahme an den Ordensbeirat vorgelegt.

### Aberkennung des Ordens
Der Maximiliansorden wird auf Vorschlag des Ordensbeirates aberkannt, wenn der Inhaber wegen:
- einer auf ehrloser Gesinnung beruhenden Handlung rechtskräftig verurteilt worden ist.

Er kann aberkannt werden, wenn der Inhaber:
- wegen anderer rechtskräftiger Verurteilungen seine Ehrbarkeit verloren hat oder
- wenn solche Gründe bereits bei der Verleihung vorgelegen haben und erst nachträglich bekannt geworden sind.

Die Aberkennung wird dann in solchen Fällen vom Ministerpräsidenten ausgesprochen. Das Ordenskreuz ist sodann mit Verleihungsurkunde der Staatskanzlei zurückzugeben.

### Archivierung der Verleihungsdaten
Die Führung der Verleihungsdaten des Maximiliansordens wird von der Bayerischen Staatskanzlei ausgeübt. Sie pflegt eine Ordensmatrikel, die alle mit dem Orden ausgezeichneten Personen enthält. In dieser werden alle Daten, hinsichtlich Name, Anschrift und Verleihungsdatum nebst Urkunden des Beliehenen, archiviert. Abschließend wird noch die Zahl der Mitgliederzahl der Ordensgemeinschaft (Trägerzahl) konkretisiert. So werden Personen, die das 85. Lebensjahr vollendet haben, nicht mehr im Kreis "der Beliehenen" aufgeführt, wobei sie aber ausdrücklich ihren Status bzw. Rechte in der Ordensgemeinschaft (Mitgliederzahl) behalten.

## Träger des Maximiliansordens
- siehe Hauptartikel: Liste der Träger des Maximiliansordens
- siehe auch Kategorie:Träger des Bayerischen Maximiliansordens für Wissenschaft und Kunst